# Melicertissa orientalis
Melicertissa orientalis is een hydroïdpoliep uit de familie Laodiceidae. De poliep komt uit het geslacht Melicertissa. Melicertissa orientalis werd in 1961 voor het eerst wetenschappelijk beschreven door Kramp. 